# Verena Wieder
Verena Lisa Wieder (Thalhofen an der Wertach , Alemania, 26 de junio de 2000) es una futbolista alemana que juega como centrocampista en el Werder Bremen de la Bundesliga Femenina.

## Clubes
Comenzó a jugar al fútbol en el FC Kempten a la edad de 14 años y jugó en el equipo juvenil C de la división superior del distrito. En la siguiente temporada 2015/16 formó parte de la plantilla del FC Memmingen en la Bundesliga Sur, pero no tuvo lugar en el equipo. Fue fichada por el Bayern de Múnich para la temporada 2016/17. Allí jugó para el segundo equipo de la 2. Bundesliga Femenina Sur, así como para el primer equipo de la Liga de Campeones Femenina de la UEFA 2016-17 y de la Bundesliga Femenina. Además, en 2017 formó parte del equipo B-Juniors en la final del Campeonato Alemán B-Juniors contra el actual campeón 1. FFC Turbine Potsdam. Marcó dos goles en la victoria por 2-1 en el Sportpark Aschheim y fue la jugadora decisiva del partido, asegurando el tercer título de su equipo después de 2014.
Para la temporada 2018/19, fue fichada por el SC Friburgo. Marcó su primer gol de liga en la máxima división el 23 de septiembre de 2018 en una victoria en casa por 4-0 contra el Borussia Mönchengladbach, poniendo el 3-0 en el minuto 56. En enero de 2020, quedó fuera por el resto de la temporada debido a una rotura del ligamento cruzado.
En julio de 2020, se trasladó al Bayer 04 Leverkusen por dos años.
El 1 de mayo de 2024, su fichaje para la temporada 2024/25 del Werder Bremen se hizo público en el sitio web del club.

## Selección nacional
Tras disputar cuatro partidos con la selección sub-16 y sub-18 del Bayern de Múnich en el torneo de la Copa nacional, debutó con la selección sub-15 el 28 de octubre de 2014, venciendo a la selección escocesa por 13-0 en Toryglen.
Formó parte de la selección nacional sub-17 con la que participó en el Campeonato Europeo Femenino Sub-17 de la UEFA 2015-16 celebrado en Bielorrusia en mayo de 2016 y ganó el título. Poco tiempo después, participó con la selección en el Copa Mundial Femenina de Fútbol Sub-17 de 2016 celebrado en Jordania, donde disputó los tres partidos de la fase de grupos y el de cuartos de final, que perdió por 2-1 ante la selección española Sub-17.
Participó con la selección nacional sub-19 en el Campeonato Europeo Femenino Sub-19 de la UEFA en julio de 2018 y disputó tres finales. Después de tener que ser sustituida al principio de la semifinal contra Noruega debido a una lesión, no participó en la derrota final contra España.